# Alberico Archinto
Alberico Archinto (8 de novembro de 1698 - 30 de setembro de 1758) foi um cardeal italiano e um diplomata papal no século XVIII.

## Biografia
Alberico Archinto nasceu em Milão, na família patrícia dos condes de Tainate. Quinto dos onze filhos de Carlo Archinto, terceiro conde de Tainate, e sua primeira esposa, Giulia Barbiani, dos condes de Belgioioso. Seu primeiro nome também é listado como Alberigo. Sobrinho-neto do cardeal Giuseppe Archinto (1699) e tio do cardeal Giovanni Archinto (1776).
Estudou na Universidade de Pavia, onde obteve um doutorado in utroque iure, tanto direito canônico quanto civil, em 17 de outubro de 1722. Ele acompanhou seu tio Girolamo Archinto à sua nunciatura em Colônia; quando o tio morreu em 1721, enquanto núncio na Polônia, ele retornou a Roma. Admitido no Collegio degli avvocati de Milão em 1723.
Alberico foi para Roma em 1724 e entrou para a cúria papal como protonotário apostólico de numero participantium, 6 de outubro de 1724. Referendário dos Supremos Tribunais da Assinatura Apostólica da Justiça e da Graça, 23 de setembro de 1728. Vice-legado em Bolonha, 1730-1731. Relator da Sagrada Congregação da Sagrada Consulta. Abade commendatario de S. Maria di Brera, 1725-1758; de San Pietro e Paolo de Viboldone, 1756-1758; e de S. Pietro e S. Calogero de Civate, 1758.
Foi ordenado ao sacerdócio em 26 de maio de 1736. Eleito arcebispo titular de Niceia, 30 de setembro de 1739, pelo Papa Clemente XII. Assistente no Trono Pontifício, 1 de outubro de 1739. Consagrado em 1 de novembro de 1739, na catedral metropolitana de Milão, por Ludovico Calini, bispo de Crema, assistido por Casimiro Rossi Reyna, OFMObs., bispo titular de Capso, e pelo bispo Ludovico Benzoni, O.Carm., bispo titular de Elusa. Em 9 de novembro de 1739, o Papa Clemente XII conferiu-lhe o título de nobre romano. Núncio em Florença, Grão-Ducado da Toscana, 17 de novembro de 1739 até abril de 1746. Núncio na Polônia, 1 de março de 1746 até 12 de março de 1754, quando retornou a Roma. Governador de Roma e vice-camerlengo da Santa Igreja Romana, de 14 de setembro de 1754 a 5 de abril de 1756.
Criado cardeal-presbítero no consistório de 5 de abril de 1756; recebeu o chapéu vermelho em 7 de abril de 1756; e o título de S. Matteo na Via Merulana, 24 de maio de 1756. Secretário de Estado, 10 de setembro de 1756, após a morte do Cardeal Silvio Valenti Gonzaga; confirmado pelo Papa Clemente XIII em 1758, ocupou o cargo até sua morte. Recebeu licença para ouvir causas criminais, 10 de setembro de 1756; licença concedida novamente, 15 de julho de 1758. Prefeito da SC da Sagrada Consulta; do Estado de Avinhão; da Santa Casa de Loreto; e do Estado de Fermo. Vice-chanceler da Santa Igreja Romana e sommista, 20 de setembro de 1756 até sua morte. Optou pelo título de S. Lorenzo in Damaso, próprio do vice-chanceler, 20 de setembro de 1756. Participou do conclave de 1758, que elegeu o Papa Clemente XIII. Ele se opôs aos jesuítas.
Enquanto visitava o cardeal Giuseppe Maria Feroni em sua residência na via del Corso, ele sofreu um ataque apoplético e morreu nos braços daquele cardeal. Cardeal Archinto foi exposto em seu título, onde o funeral ocorreu; e enterrado ao lado do altar-mor daquela igreja, sob lápide esplendidamente adornada, com suas armas e um magnífico elogio, colocado por seu sobrinho futuro cardeal Giovanni Archinto.